# 双清路
40°00′31″N 116°20′11″E / 40.008691°N 116.336422°E
双清路是位于中华人民共和国北京市海淀区东北部的西南-东北向城市主干道，西南到成府路，东北和学清路、京藏高速和北五环交汇于上清桥。双清路东北为清河镇，西南为老清华园站，故取两端地名而称。

## 建设历史
1990年代，双清路南起成府路，中与清华东路相交，至清河镇南向东拐接昌平路（今京藏高速南段），全长3961米，路面面积达31,353平方米。沿线设有边沟排水系统，并建有双清东桥、3座过街涵洞以及146米的挡土墙，京包铁路亦穿越该路段。
双清路原为农田土路。1954年初期修建为一条大车道，1960年展宽并改线，1961年铺设混凝土沥青，1964年翻浆加固，1968年沥青表面处理、全面黑色化，1984年展宽并又铺设了沥青混凝土。1990年，双清路已发展为一条现代化的城市道路，路面宽度为9米，面层为5厘米厚的沥青混凝土，具备完善的排水系统和交通设施，成为海淀区东北部的重要交通干线之一。